# 장바티스트 세

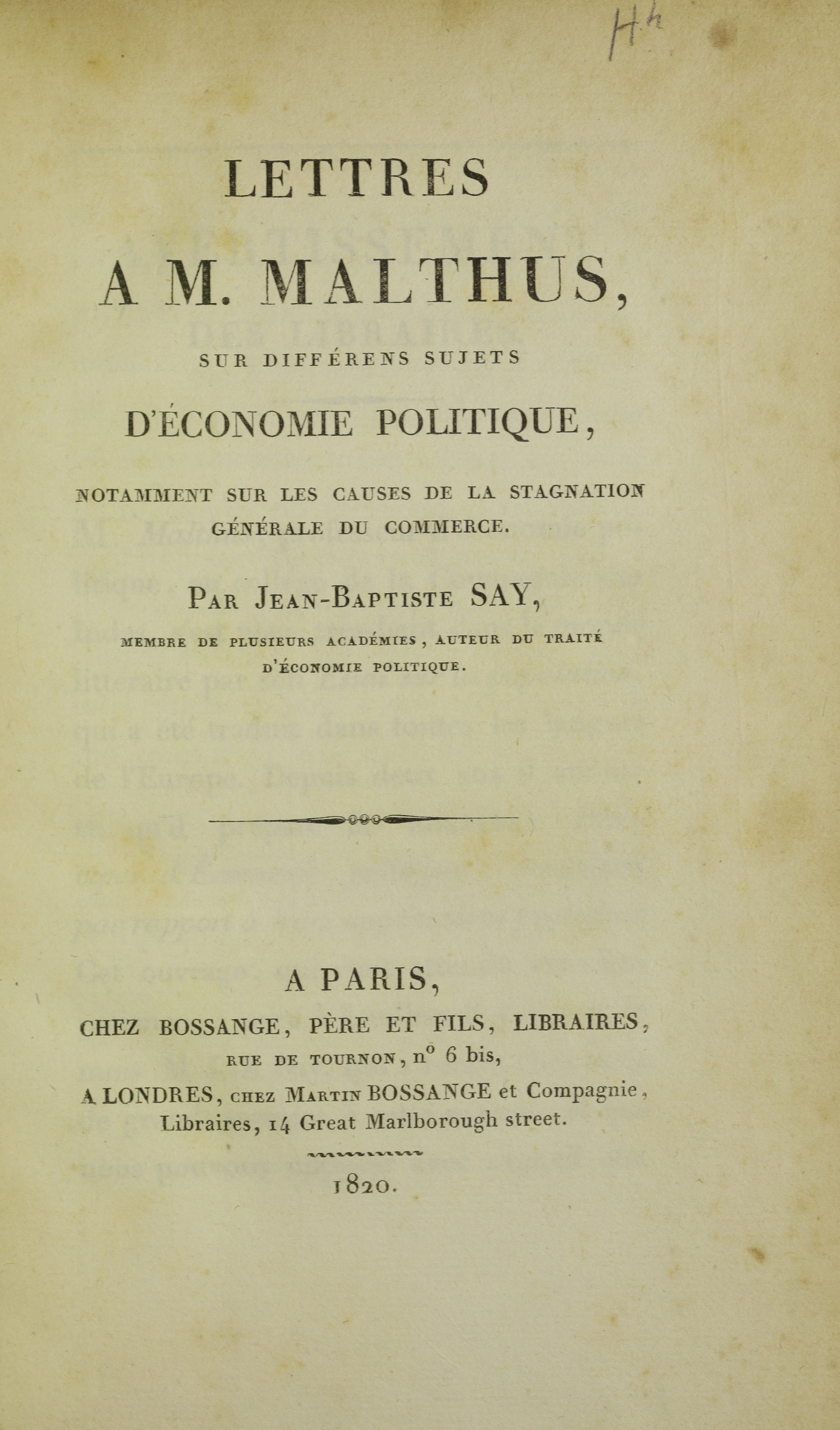
Lettres a M. Malthus, 1820

장바티스트 세(프랑스어: Jean-Baptiste Say, 1767년 1월 5일 ~ 1832년 11월 15일)는 프랑스의 경제학자 겸 실업가이다. 또한 그는 자유주의적 관점을 정식화하였으며, 경쟁, 자유 무역의 활성화와 경제적 규제 철폐를 주장했다.
그리고 장바티스트 세의 대표적인 이론적 성과물은 세의 법칙으로 알려져 있다. 하지만 이 법칙은 "공급이 스스로 수요를 창출한다"라고 흔히 잘못 인용된다.

## 일대기
세는 리옹에서 태어났다. 그는 낭트 칙령 폐지의 여파로 프랑스에서 제네바로 건너간 프로테스탄트 집안에서 태어났다. 이후 세는 영국으로 보내져 런던 크로이돈 구역의 한 상인의 집에서 머물며 실업가로서의 경력을 쌓았다. 이후 런던에서 계속 일했으며, 나중에 프랑스로 돌아와 에티엔 클라비에르가 운영하는 생명 보험 회사에서 일했다.
그가 최초로 쓴 글은 1789년에 언론의 자유에 관해 쓴 팜플렛이다. 이후에는 프랑스 혁명 당시 미라보가 만든 신문에 참여했다. 1793년에는 혁명 프랑스 정부의 재정 장관이 된 에티엔 클라비에르의 비서로 일했고, 전직 변호사의 딸인 델로슈와 결혼했다.
1794년부터 1800년까지 세는 《La Decade philosophique, litteraire, et politique》(철학, 학문, 정치의 시대)라는 잡지의 편집장이 되었다. 그 곳에서 그는 애덤 스미스의 이론을 해석하게 된다. 이를 통해 평론가로서의 명성을 쌓은 세이는 1799년에 나폴레옹의 통령 정부에 참여하게 된다.
그는 1800년에 《Olbie, ou essai sur les moyens de reformer les moeurs d'une nation》, 1803년에 자신의 중심 저작인 《정치경제학 개론(Traité d'économie politique ou simple exposition de la manière dont se forment, se distribuent et se composent les richesses)》를 발표했다. 1804년, 나폴레옹 정부에 참여하기를 부담스러워한 세이는 결국 정부를 떠나 다시 실업가로 활동하기 시작했다. 그는 파드칼레의 오시에 500명(대부분이 여자와 아이들) 가량이 일하는 방적 공장을 소유했다. 그리고 여가 시간에는 자신의 경제학 논문 저술에 전념했다.
1814년에는 자신의 저서 '정치경제학개론'의 재판을 발행했는데, 그는 이것을 스스로를 세의 제자라 자칭해온 러시아의 알렉산드르 1세에게 헌정했다. 같은 해에 그는 프랑스 정부의 파견으로 대영제국의 경제 상황을 조사하고 돌아와 그에 관한 저서를 남겼다.
'정치경제학개론'의 제 3판은 1817년에 나왔다. 1831년 콜레주 드 프랑스의 정치경제학 교수로 부임했으나, 그 다음해 뇌졸중으로 사망했다.

## 세의 법칙
그는 세의 법칙(혹은 세이의 시장 법칙)으로 잘 알려져있다.
세의 법칙은 종종
- "총공급은 그 자체의 총수요를 창출한다",
- "공급이 수요를 창출한다", 혹은,
- "공급이 그 자체의 수요를 구성한다".

로 축약된다.